# Ґаважець-Ґурни
Ґаважець-Ґурни (пол. Gawarzec Górny) — село в Польщі, у гміні Червінськ-над-Віслою Плонського повіту Мазовецького воєводства.
Населення — 151 особа (2011).
У 1975-1998 роках село належало до Плоцького воєводства.

## Демографія
Демографічна структура станом на 31 березня 2011 року:
|          | Загалом | Допрацездатний вік | Працездатний вік | Постпрацездатний вік |
| -------- | ------- | ------------------ | ---------------- | -------------------- |
| Чоловіки | 83      | 21                 | 57               | 5                    |
| Жінки    | 68      | 12                 | 44               | 12                   |
| Разом    | 151     | 33                 | 101              | 17                   |